# Erreur de signes
 (signalé en mai 2025).
Si vous disposez d'ouvrages ou d'articles de référence ou si vous connaissez des sites web de qualité traitant du thème abordé ici, merci de compléter l'article en donnant les références utiles à sa vérifiabilité et en les liant à la section « Notes et références ».
- Archive Wikiwix
- Bing
- Cairn
- DuckDuckGo
- E. Universalis
- Gallica
- Google
- G. Books
- G. News
- G. Scholar
- Persée
- Qwant
- (zh) Baidu
- (ru) Yandex
- (wd) trouver des œuvres sur Wikidata

Pour les articles homonymes, voir Erreur et Signe.
En mathématiques, les erreurs de signes sont courantes. Elles sont fréquentes notamment lors de la résolution d'équations lors de l'inversion involontaire du signe d'un ou plusieurs termes. Une erreur courante est d'oublier d'inverser le signe lors de l'isolement d'une inconnue (substitution du + par un - ou vice-versa). En conséquence, l'application numérique du résultat donnera un résultat faux sauf éventuellement dans certains cas d'erreurs multiples. 
En ingénierie, les erreurs de signe apparaissent naturellement dans la construction de systèmes complexes, et elles peuvent avoir des conséquences graves, car le risque est qu'un résultat (le mouvement d'un engin, une mise à feu, ou autre) soit opposé à celui souhaité ! On cherche donc à éviter ces erreurs autant que possible. Par exemple dans la construction spatiale, des tests sont systématiquement effectués pour vérifier le comportement des systèmes et détecter d'éventuelles fautes de signes. Grâce à des tests simples sur les parties distinctes du système, il est possible d'écarter en partie les erreurs de signe.
Pour simplifier, on pourrait prendre l'exemple d'un bouton de volume que l'on tourne vers la droite. Si le volume diminue au lieu d'augmenter, une faute de signe dans le système est à suspecter.